# Робін Маккінлі
Робін Маккінлі (англ. Robin McKinley, нар. 16 листопада 1952, Воррен, Огайо, США) — американська письменниця у жанрі фентезі. За заслуги перед жанром Маккінлі нагороджено премією «Гросмейстер фантастики» (2023).

## Біографія
Народилася 16 листопада 1952 року у місті Воррен, Огайо, США. Дочка офіцера військово-морських сил США Вільяма Маккінлі та вчительки Жанни Терелл Маккінлі. Через роботу батька, своє дитинство провела у різних куточках США (Каліфорнія, Нью-Йорк, Мен) та Японії. Навчалась у підготовчій школі Академія Гульд англ. (Gould Academy). У 1970—1972 роки вчилася у Коледжі Дікенсона (англ. Dickinson College). Продовжила здобуття вищої освіти у Боудін-коледж, де зрештою 1975 року отримала ступінь бакалавра. Окрім письменницької діяльності, Робін доводилося працювати редакторкую, перекладачкою, вчителькою, продавчинею у книгарні тощо. У 1991—2015 роках перебувала у шлюбі з Пітером Дікінсоном (†), відомим англійським письменником. Разом із чоловіком уклала серію «Казки про елементальних духів та істот», куди увійшли дві збірки: «Вода: Казки про елементальних духів» (2002) та «Вогонь: Казки про елементальних духів» (2009).

## Творчість
Свою письменницьку кар'єру розпочала у 26 років, написавши роман «Красуня: Переказ історії про Красуню та Чудовисько» (1978). Другий варіант переказу цієї казки побачив світ 1997 року та мав назву «Дочка троянд». Також письменниця відома адаптаціями казок «Осляча шкіра» та «Спляча красуня» — «Оленяча шкіра» (1993) та «Кінчик голки» (2000) відповідно.
Романи «Синій меч» (1982) та «Корона героїв» (1984) написані у піджанрі фентезі «меч і магія». Обидві книги зображують вольових героїнь: жінку-воїна та переможницю дракона. 1988 року вийшла підліткова версія розповіді про Робін Гуда — «Злочинці Шервуда», а у романі «Сонячне світло» (2003) письменниця зачепила тематику вампірів та вовкулак.
Серед останніх романів письменниці: «Гавань драконів» (2007), «Потир» (2008), «Пегас» (2010) та «Тіні» (2013).

## Премії
- 1983 Медаль Джона Ньюбері за роман «Синій меч» (The Blue Sword).
- 1985 Медаль Джона Ньюбері за роман «Корона героїв» (The Hero and the Crown).
- 1986 Всесвітня премія фентезі за збірку «Уявні землі» (Imaginary Lands), як редакторка[2]
- 1998 Премія «Фенікс» за роман «Красуня» (Beauty).
- 2004 Міфопоетична премія за роман «Сонячне світло» (Sunshine).[3]